# 픽셀 게임 메이커 MV
픽셀 게임 메이커 MV(Pixel Game Maker MV, 일본 출시명: アクションゲームツクール, 액션 게임 쯔쿠루)는 플레이즘에서 출시한 2D 액션 게임 제작 소프트웨어이다. 프로그래밍 없이도 2D 게임을 만들 수 있다.
이 소프트웨어는 일본 커뮤니티에서는 "Actsuku"로, 영어로는 PGMMV로 축약된다. PGMMV는 KADOKAWA의 자회사인 가차 가차 게임스(Gotcha Gotcha Games)에서 2018년 베타 버전으로 출시되었다. 2019년에 정식 출시되었다.